# Francesco Coco
Pour les articles homonymes, voir Coco.
Francesco Coco  est un footballeur italien, né le 8 janvier 1977 à Paternò, qui évoluait au poste d'arrière latéral gauche.

## Biographie
Formé au Milan AC, Coco est très vite décrit comme un futur prodige italien. Arrière latéral de talent, il passe par des clubs prestigieux comme le Barça avant de rejoindre l'Inter Milan. Il est sélectionné à 17 reprises en équipe nationale. 
Cependant, son manque de sérieux lui cause énormément tort, à tel point qu'il devient progressivement un « anonyme » du football italien. À partir de 2002, il ne reçoit d'ailleurs plus de convocation en équipe nationale. Prêté à Livourne puis au Torino, Coco voit son contrat résilié par l'Inter en septembre 2007. 
Coco est alors à la recherche d'un énième nouveau club pour se relancer. À la fin de la saison 2006-2007 il est prêt à signer en faveur de l'AS Saint-Étienne, mais sa mauvaise hygiène de vie ne lui permet pas de passer la visite médicale avec succès. Il met alors un terme à sa carrière et s'engage pour participer à la version italienne de l'émission australienne de télé-réalité Celebrity Survivor.

## Palmarès
- 17 sélections et 0 but avec l'équipe d'Italie entre 2000 et 2002
- Vainqueur du Championnat d'Europe espoirs en 2000 avec l'équipe d'Italie des moins de 21 ans
- Champion d'Italie (Série A) en 1996 et 1999 avec le Milan AC